# Veyrignac
Veyrignac là một xã, nằm ở tỉnh Dordogne vùng Aquitaine của Pháp. Xã này có diện tích 9,54 kilômét vuông, dân số năm 2006 là 273 người. Xã nằm ở khu vực có độ cao trung bình 123 m trên mực nước biển.

## Hành chính
| Danh sách các xã trưởng                |            |                   |                  |         |
| Giai đoạn                              | Giai đoạn  | Tên               | Đảng             | Tư cách |
| 1994                                   | đương chức | Jean-Michel Chies | không chính thức | hưu trí |
| Tất cả các dữ liệu trước đây không rõ. |            |                   |                  |         |

## Thông tin nhân khẩu
| Năm    | 1962 | 1968 | 1975 | 1982 | 1990 | 1999 | 2006 |
| ------ | ---- | ---- | ---- | ---- | ---- | ---- | ---- |
| Dân số | 205  | 221  | 222  | 233  | 213  | 233  | 273  |